# Oued Morra
Oued Morra (în arabă واد مرة) este o comună din provincia Laghouat, Algeria.
Populația comunei este de 5.700 locuitori (2008).